# Lewis Toshney
Lewis Toshney (* 26. April 1992 in Dundee) ist ein schottischer Fußballspieler.

## Vereinskarriere
Im Alter von zwölf Jahren ging Lewis Toshney zu Celtic Glasgow und spielte dort in allen Altersklassen der Celtic Youth Academy. Während er in der U-19 des Vereins spielte, unterschrieb dieser bereits seinen ersten Profivertrag in seiner Karriere bei den „Bhoys“. Sein Debüt für Celtic gab der Abwehrspieler im Februar 2011 beim 3:0-Auswärtssieg gegen den FC Aberdeen im Pittodrie Stadium. Beim Ligaspiel in der Scottish Premier League 2010/11 kam er in der 85. Minute für Scott Brown auf das Feld. Dies sollte sein bis dato letztes Spiel im Trikot der grün-weißen gewesen sein. Im Februar 2012 wurde Toshney an den Ligarivalen FC Kilmarnock bis Saisonende verliehen, nachdem er unter Celtic-Trainer Neil Lennon in der Hinrunde der Saison 2011/12 keine Einsatzminuten vorweisen konnte. Sein erstes von insgesamt 12 Ligaspielen für den Verein aus der Council Area East Ayrshire absolvierte er sechs Tage nach seiner Verpflichtung gegen Dunfermline Athletic. In Kilmarnock musste Toshney für einige Zeit aufgrund einer Verletzung pausieren und verpasste das Finale im Ligapokal gegen seinen Stammverein aus Glasgow, welches Kilmarnock durch ein Tor von Dieter van Tornhout mit 1:0 gewinnen konnte. Im August 2012 wurde Toshney bis Saisonende an den FC Dundee verliehen, der als Aufsteiger in die Saison 2012/13 gestartet war. Im September 2014 unterschrieb er bei Ross County.

## Nationalmannschaft
Im September 2008 debütierte Toshney in der U-17 Nationalmannschaft von Schottland gegen die Slowakei. Drei Tage später folgte ein weiteres Länderspiel in dieser Altersklasse gegen Frankreich, wobei der Defensivspieler wieder über 90-Spielminuten zum Einsatz kam. Nach drei Jahren ohne jegliches Länderspiel absolviert zu haben, wurde Toshney im Jahr 2011 in der U-19 in zwei Spielen gegen Dänemark eingesetzt, wobei er zugleich als Mannschaftskapitän fungierte. Im Jahr darauf kam Toshney erstmals in der U-21 von Schottland zu seinem Debüt. Im Spiel gegen Italien wurde dieser in der 80. Spielminute für Ryan Jack eingewechselt.

## Erfolge
mit Celtic Glasgow: 
- Schottischer Pokal: 2010/11

mit dem FC Kilmarnock: 
- Schottischer Ligapokal: 2011/12